# Hugo Falcandus
Hugo Falcandus was een Zuid-Italiaanse geschiedschrijver uit de tweede helft van de twaalfde eeuw. Hij schreef een zeer kritisch werk over het bewind van Willem I van Sicilië en van zijn zoon Willem II getiteld De geschiedenis van de tirannen van Sicilië (of Liber de Regno Sicilie).
Er is enige twijfel of Hugo Falcandus zijn echte naam is of een pseudoniem. De Britse mediëvist Evelyn Jamison beweerde dat Falcandus de admiraal Eugenius van Palermo was, uit 1190. Ook de Fransman Hugues Foucaud (Hugo Fulcaudus), abt van Saint-Denis, is gesuggereerd als auteur. De naam Falcandus zou een cacografie zijn voor Falcaudus, Latijn voor de Franse achternaam Foucaud. Het Latijn van het werk is gepolijst.
De Geschiedenis beslaat de periode vanaf de dood van Rogier II in 1154 tot de meerderjarigheid van Willem II in 1169. Hugo Falcandus concentreert zich op de interne politiek van het Normandische hof in Palermo. Intriges en schandalen worden nooit genegeerd. Hij heeft een lage dunk van de meeste van zijn tijdgenoten, zoals bijvoorbeeld vicekanselier Matteo van Ajello of aartsbisschop Walter Offamilio. Hij schrijft schurkachtige bedoelingen toe aan haast alle acties. Niettemin staat zijn gedetailleerde uiteenzetting zo ver boven andere verhalen van dezelfde tijd en plaats dat hij op grond van zijn vooringenomenheid niet over het hoofd kan worden gezien. Volgens de historicus John Julius Norwich "is hij vergeleken met Tacitus en Thucydides."
De eerste Engelse vertaling, door G.A. Loud en T. Wiedemann, werd in 1998 gepubliceerd.